# Pocito Caulote
Pocito Caulote är en ort i Mexiko.   Den ligger i kommunen Bochil och delstaten Chiapas, i den sydöstra delen av landet, 700 km öster om huvudstaden Mexico City. Pocito Caulote ligger 1 052 meter över havet och antalet invånare är 178.
Terrängen runt Pocito Caulote är bergig norrut, men söderut är den kuperad. Runt Pocito Caulote är det ganska glesbefolkat, med 47 invånare per kvadratkilometer. Närmaste större samhälle är Bochil, 18,7 km öster om Pocito Caulote. I omgivningarna runt Pocito Caulote växer huvudsakligen savannskog.